# Рингтаун (Пенсилванија)
Рингтаун (енгл. Ringtown) град је у америчкој савезној држави Пенсилванија.

## Демографија
По попису из 2010. године број становника је 818, што је 8 (-1,0%) становника мање него 2000. године.
| Група             | 2000.       | 2010.       |
| Белци             | 816 (98,8%) | 804 (98,3%) |
| Афроамериканци    | 1 (0,1%)    | 2 (0,2%)    |
| Азијати           | 4 (0,5%)    | 1 (0,1%)    |
| Хиспаноамериканци | 5 (0,6%)    | 7 (0,9%)    |
| Укупно            | 826         | 818         |